# Cariomothis poeciloptera
Cariomothis poeciloptera är en fjärilsart som beskrevs av Frederick DuCane Godman och Osbert Salvin 1878. Cariomothis poeciloptera ingår i släktet Cariomothis och familjen Riodinidae. Inga underarter finns listade i Catalogue of Life.